# Valderrodrigo
Valderrodrigo es un municipio y localidad española de la provincia de Salamanca, en la comunidad autónoma de Castilla y León. Se integra dentro de la comarca de Vitigudino y la subcomarca de La Ramajería. Pertenece al partido judicial de Vitigudino.
Su término municipal está formado por un solo núcleo de población, ocupa una superficie total de 22,35 km² y según los datos demográficos recogidos en el padrón municipal elaborado por el INE en el año 2024, cuenta con una población de 128 habitantes.

## Toponimia
Su denominación se mantiene inalterada desde su fundación medieval, traduciéndose como 'valle de Rodrigo'. Así, el «Val» se traduce por valle y nos indica la denominación empleada más habitualmente en el leonés medieval para referirse a 'valle'. En cuanto al «de Rodrigo» nos indicaría que la creación de la localidad habría sido dirigida por alguien llamado Rodrigo (algunas teorías apuntarían a Rodrigo González Girón, fundador de Ciudad Rodrigo y vasallo de los reyes leoneses), de quien tomó el nombre el pueblo, hecho bastante frecuente en toda el área leonesa y que se da en otras localidades del entorno como Villarino de los Aires (originalmente Villarino de Arias) y Villar de Peralonso (Villar de Pedro Alonso) así como en el mismo sentido Guadramiro (Guad Ramiro, que se traduciría por valle de Ramiro, en este caso del rey Ramiro II de León).

## Geografía
Se sitúa en la parte sur de La Ramajería, entre los pueblos de Valsalabroso (5 km al norte), Barceo (4 km al este), Villasbuenas (6 km al oeste) y Guadramiro (7 km al sur).
| Noroeste: El Milano                      | Norte: Valsalabroso | Noreste: Barceíno   |
| Oeste: Villasbuenas                      |                     | Este: Barceo        |
| Suroeste: Encinasola de los Comendadores | Sur: Guadramiro     | Sureste: Vitigudino |

## Accesos
El principal acceso a Valderrodrigo es desde Salamanca:
- Abandone Salamanca por la CL-517 en dirección a Vitigudino.

- Una vez llegado a Vitigudino tome la DSA-560 en dirección Mieza y a 8 km llegara a Valderrodrigo.

## Historia
La fundación de Valderrodrigo se remonta a la Edad Media, obedeciendo a las repoblaciones efectuadas por los reyes leoneses en la Alta Edad Media. Fue señorío de la Orden de Santiago a la cual quedó ligada por orden del rey Fernando II de León en el siglo XII, manteniéndose en la misma hasta 1873 bajo el obispado de León de Santiago, que encuadraba los territorios leoneses de dicha Orden, pasando entonces, con su disolución por orden papal, a formar parte de la diócesis de Ciudad Rodrigo. Con la creación de las actuales provincias en 1833, Valderrodrigo quedó integrado en la provincia de Salamanca, dentro de la Región Leonesa.

## Demografía

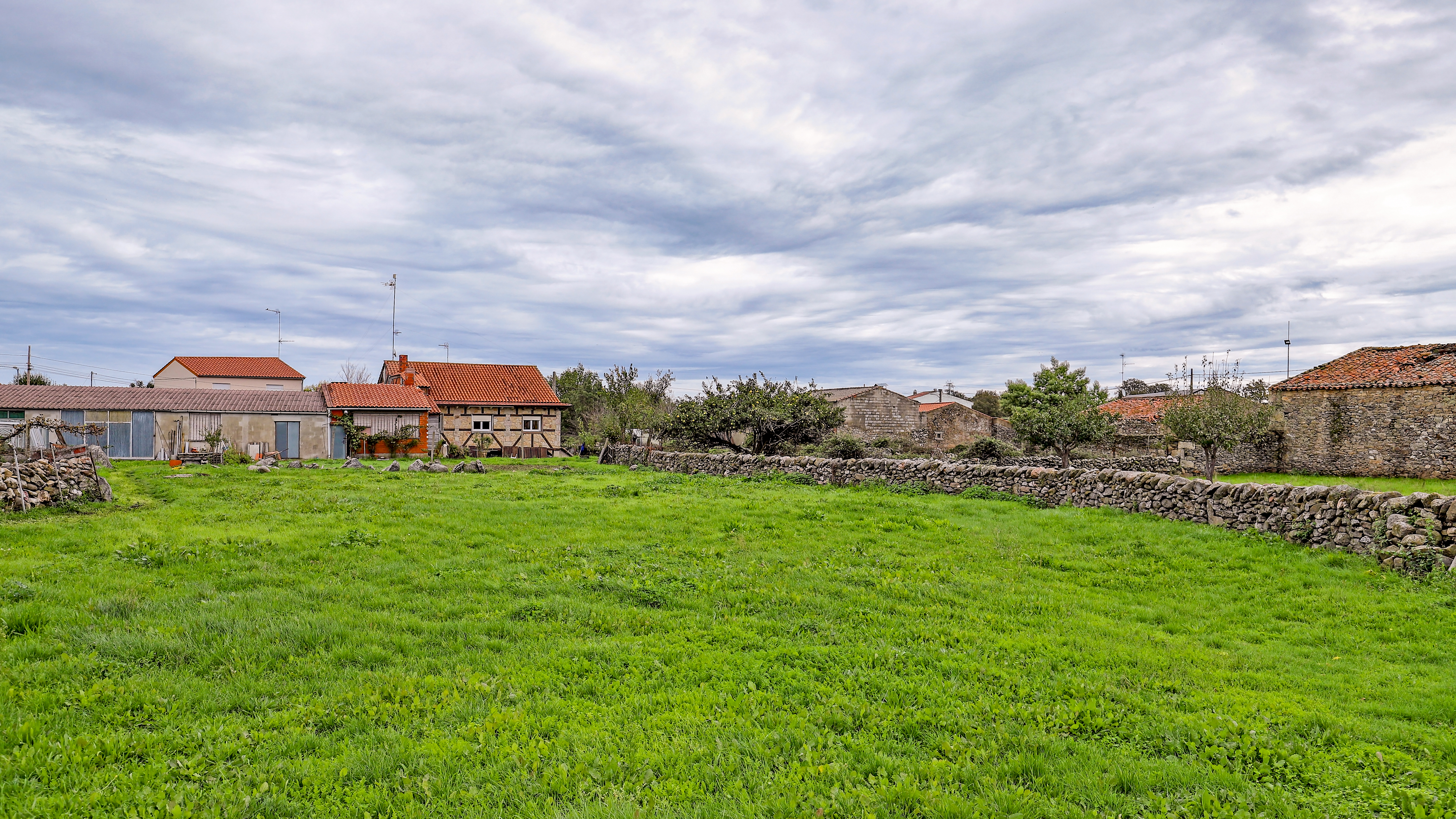
Barrio

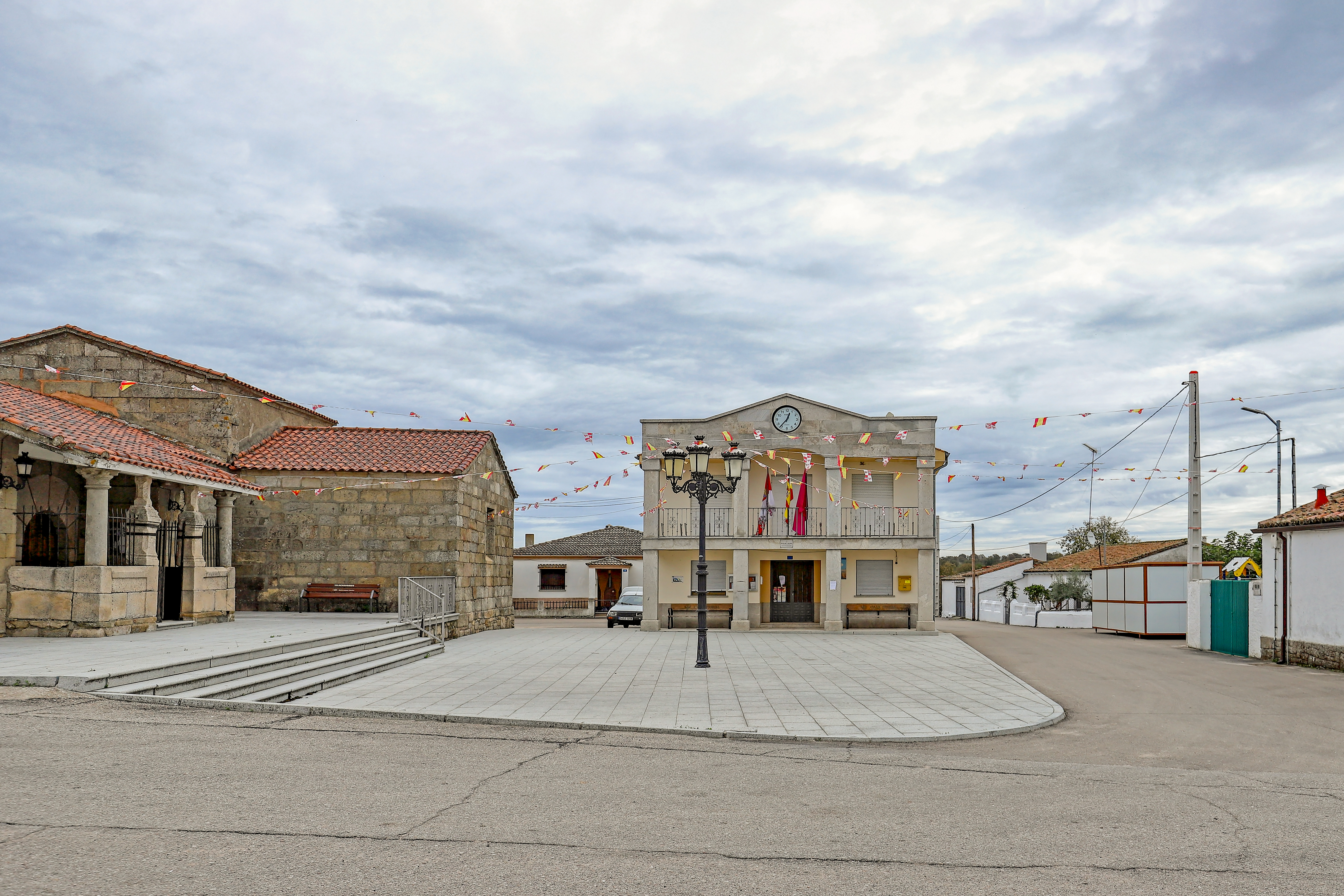
Casa consistorial

Valderrodrigo cuenta con una población de 128 habitantes (INE 2024).
| Gráfica de evolución demográfica de Valderrodrigo entre 1842 y 2021                                                 |
| |
| Población de derecho según los censos de población del INE Población de hecho según los censos de población del INE |

Según el Instituto Nacional de Estadística, Valderrodrigo tenía, a 31 de diciembre de 2018, una población total de 152 habitantes, de los cuales 74 eran hombres y 78 mujeres. Respecto al año 2000, el censo refleja 191 habitantes, de los cuales 90 eran hombres y 101 mujeres. Por lo tanto, la pérdida de población en el municipio para el periodo 2000-2018 ha sido de 39 habitantes, un 19 % de descenso.

## Administración y política

### Gobierno municipal
| Partido político                         | 2019  | 2019  | 2019       | 2015  | 2015  | 2015       | 2011  | 2011  | 2011       | 2007  | 2007  | 2007       | 2003  | 2003  | 2003       |
| Partido político                         | %     | Votos | Concejales | %     | Votos | Concejales | %     | Votos | Concejales | %     | Votos | Concejales | %     | Votos | Concejales |
| Partido Popular (PP)                     | 64,42 | 67    | 5          | 74,75 | 74    | 5          | 72,13 | 88    | 5          | 74,59 | 91    | 5          | 65,15 | 86    | 5          |
| Partido Socialista Obrero Español (PSOE) | 6,73  | 7     | 0          | 2,02  | 2     | 0          | 1,64  | 2     | 0          | 1,64  | 2     | 0          | 0,76  | 1     | 0          |

El alcalde de Valderrodrigo no reporta información sobre su sueldo (2017).

### Elecciones autonómicas
| Partido político                         | 2019  | 2019  | 2015  | 2015 | 2011  | 2011 | 2007  | 2007 | 2003  | 2003 | 1999  | 1999 | 1991  | 1991 | 1987  | 1987 | 1983  | 1983 |
| Partido político                         | Votos | %     | Votos | %    | Votos | %    | Votos | %    | Votos | %    | Votos | %    | Votos | %    | Votos | %    | Votos | %    |
| Partido Popular (PP)                     | 57    | 55,30 | —     | —    | —     | —    | —     | —    | —     | —    | —     | —    | —     | —    | —     | —    | —     | —    |
| Ciudadanos (Cs)                          | 27    | 26,20 | —     | —    | —     | —    | —     | —    | —     | —    | —     | —    | —     | —    | —     | —    | —     | —    |
| Vox                                      | 12    | 11,70 | —     | —    | —     | —    | —     | —    | —     | —    | —     | —    | —     | —    | —     | —    | —     | —    |
| Partido Socialista Obrero Español (PSOE) | 6     | 5,80  | —     | —    | —     | —    | —     | —    | —     | —    | —     | —    | —     | —    | —     | —    | —     | —    |
| Unión del Pueblo Leonés (UPL)            | 1     | 1,0   | —     | —    | —     | —    | —     | —    | —     | —    | —     | —    | —     | —    | —     | —    | —     | —    |

## Cultura

### Patrimonio

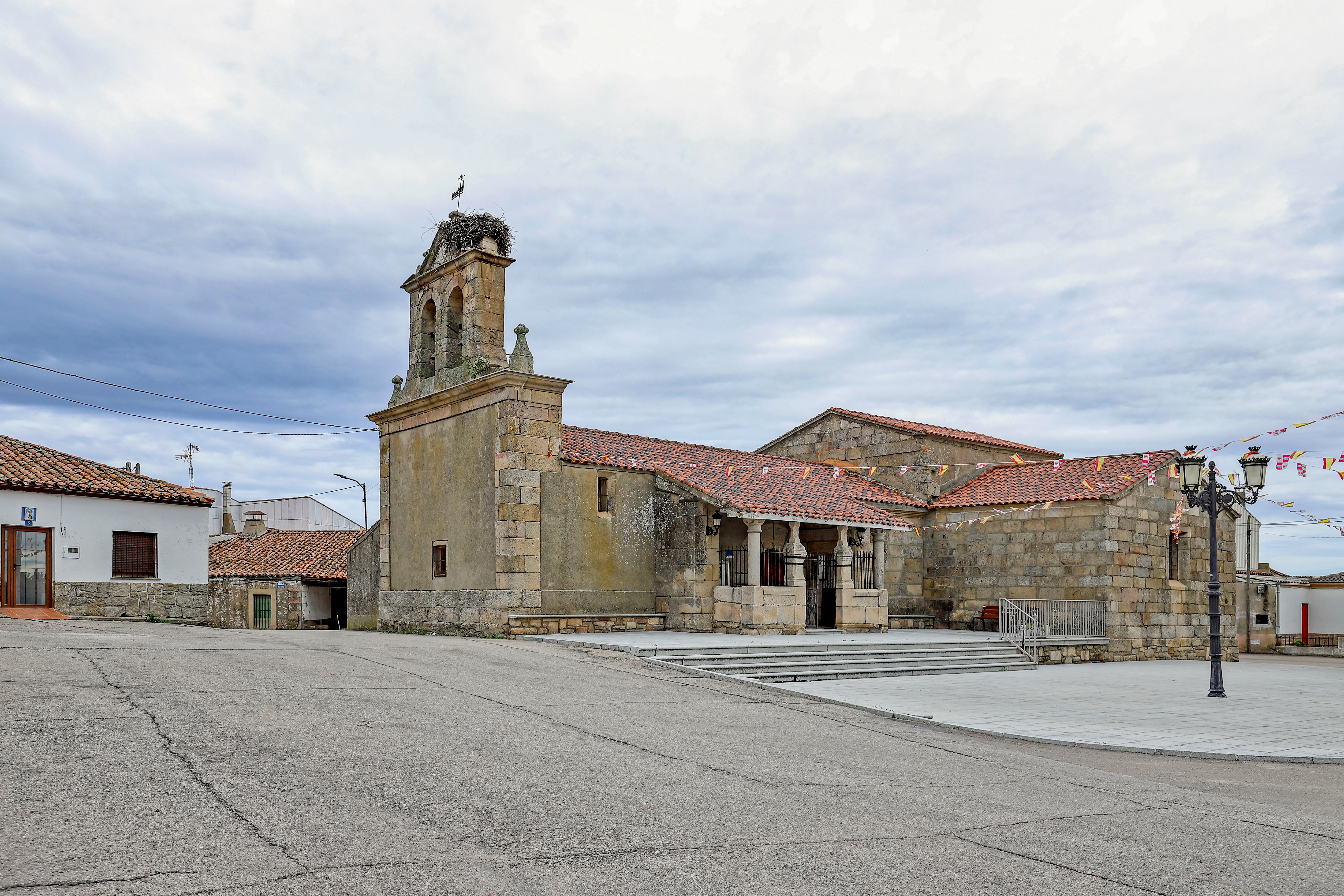
Iglesia de Nuestra Señora del Rosario

- Iglesia de Nuestra Señora del Rosario
- Estatua del Torito Perdigón
- Arquitectura tradicional

### Fiestas
Primer fin de semana de octubre (Las Madrinas) y último fin de semana de julio (Torito Perdigón)